# 鷹司房子
鷹司 房子（たかつかさ ふさこ、承応2年8月21日〈1653年10月12日〉- 正徳2年4月14日〈1712年5月19日〉）は、日本の第112代天皇・霊元天皇の皇后（中宮）。女院。院号は新上西門院。また、後桜町天皇の外高祖母でもある。
父は左大臣従一位鷹司教平、母は権大納言冷泉為満の娘。兄姉に関白鷹司房輔・左大臣九条兼晴・5代将軍徳川綱吉の御台所・鷹司信子。一説に房子は教平の妹で、猶子となったという。

## 生涯
寛文9年（1669年）11月21日、1歳年少の霊元天皇のもとに入内し女御となる。天皇の正配の入内は後水尾天皇に徳川和子（東福門院）が入内して以来のことである。
同年4月28日、後水尾院と東福門院は天皇の妃に房子を迎えることを京都所司代板倉重矩に内々に提案するように中院通茂に命じる女房奉書が残されている。霊元天皇は既に後宮の女官に次々と手を出して子を産ませ、それが女官やその関係者同士の争いに発展していた（寛文8年の禁闕騒動）。正式な妃を迎え、その女性が生んだ皇子を次の天皇に立てるのが、皇位継承の観点からも後宮の秩序維持の観点からも望ましいと考えられたと推測される。5月には4代将軍徳川家綱がこの婚姻に賛同しているとする老中奉書が板倉に届けられ、6月には幕府から正式な要請が鷹司家に届けられた。しかし、事情を察した天皇は当初はこれを拒み、8月には板倉に対して三条西実教の排除に同意しなければ譲位をして入内計画を事実上白紙にすることを伝えている。やむなく、板倉は三条西の蟄居処分に同意して入内を実現させることになった。
しかし、入内後も天皇と房子の関係が上手くいなかった。そのため、天皇の寵愛を受けていた中納言典侍（小倉実起の娘）が房子に嫉妬しているためだという風説が流れ、折しも中納言典侍が皇子を生んでしまう。後水尾院や江戸幕府は房子が生んだ皇子に皇位を継がせる方針であったため、嫉妬問題と懐妊を口実に中納言典侍を宮中から退出させて、生まれた一宮（後の済深法親王）を皇位継承から外すことにした。中納言典侍の退出以降は天皇と房子の関係は改善されることになった。
寛文13年（1673年）5月9日に内裏が炎上し、右大臣近衛基熙邸を仮御所とする。実は先代の後西天皇も万治4年（1661年）正月の火災によって近衛基熙邸を仮御所としていた。さて、その中房子は懐妊しており、その年の8月23日に栄子内親王を生む。先の内裏をも延焼させた京都大火災によって元号は延宝と改められることとなったが、延宝3年（1675年）11月25日新たな内裏が完成した矢先に、今度は仮御所の近衛基熙邸が火災に見舞われる。天皇と房子は一時吉田兼連邸に身を寄せた後、27日に新内裏に入る。
房子は天和2年（1682年）12月7日准三后宣下され、翌年の2月14日には中宮に冊立される。嫡妻として立后されたわけであったが、江戸時代で嫡妻が立后される例は房子を含め4例しかない。霊元天皇は貞享4年（1687年）3月21日に朝仁親王（東山天皇）に譲位する。房子は天皇の譲位に伴い同年3月25日に新上西門院の女院号を宣下される。元禄8年（1695年）7月に幕府より所領千石が贈られる。正徳2年（1712年）4月14日に崩御する。墓所は京都府京都市東山区今熊野泉山町・月輪陵。